# Tipula (Lunatipula) huberti
Tipula (Lunatipula) huberti is een tweevleugelige uit de familie langpootmuggen (Tipulidae). De soort komt voor in het Palearctisch gebied.